# Samuel Taylor Coleridge
Ne doit pas être confondu avec le compositeur également britannique Samuel Coleridge-Taylor (1875-1912)
Pour les articles homonymes, voir Samuel Taylor (homonymie), Taylor et Coleridge (homonymie).
Samuel Taylor Coleridge, né à Ottery St Mary (Devon) le 21 octobre 1772 et mort à Highgate dans la banlieue de Londres le 25 juillet 1834, est un poète et critique britannique.

## Biographie
Samuel Taylor Coleridge est le plus jeune des treize enfants du pasteur John Coleridge, qui exerce également à Ottery Saint Mary la fonction de maître d'école. Le jeune Samuel est un enfant délicat, d'un caractère à la fois impulsif et renfermé. Petit dernier choyé par ses parents, il doit subir la jalousie de certains de ses frères. À la suite d'une dispute avec l'un d'eux, il s'enfuit de la maison, à l'âge de cinq ou six ans, et passe la nuit dehors. On le retrouve transi le lendemain. Il trouve également refuge à la bibliothèque locale, ce qui lui permet de découvrir très tôt sa passion pour la littérature.
Il fait ses premières études à l'école que dirige son père, mais il n'a pas encore dix ans que celui-ci décède, laissant sa famille dans une situation très précaire. Il est alors hébergé quelques semaines à Londres chez un oncle, puis est admis à Christ's Hospital, pension de bienfaisance de Londres, fondée au XVIe siècle, destinée spécialement aux orphelins, et connue pour sa discipline sévère et sa nourriture médiocre. Entouré de ces vieux murs et souffrant de la nostalgie de la maison maternelle, la vie lui serait insupportable sans quelques camarades sympathiques, tel Charles Lamb avec qui il se lie d'une fervente amitié. De plus il est rarement autorisé à rejoindre la maison familiale durant les vacances, les relations avec sa mère étant extrêmement difficiles, tandis qu'il idéalise son défunt père. Ce manque d'affection durant son enfance le marquera profondément à l'âge adulte.
En 1791, âgé de 18 ans, il obtient, venant de Christ's Hospital, une place gratuite à Jesus College, à l'université de Cambridge. Il y fait la connaissance de mouvements politiques et religieux radicaux, et commence à abuser de l'alcool et du laudanum pour calmer ses troubles psychiques. Toutefois, en 1792, il obtient une médaille d'or (Browne Gold Medal) en prix de la meilleure ode grecque. Mais malgré son intérêt pour l'antiquité en général, et la langue grecque en particulier, son tempérament enthousiaste l'entraîne vers d'autres voies. C'est la grande époque de la Révolution française, et il est conquis par la mystique révolutionnaire. Il n'est pas le seul, et les événements que connaît alors la France enflamment les cœurs de beaucoup de ces étudiants.
Cependant ses ressources sont modestes, et les dettes s'accumulent. Aussi un jour, par souci d'argent ou pour un problème de cœur, écoutant son démon familier, il s'enfuit brusquement de Cambridge, sans prévenir personne. Il se rend à Londres, et s'engage dans un régiment de dragons sous un nom d'emprunt : Silas Titus Comberbach. Un officier, s'étant aperçu par hasard que cette recrue avait une excellente connaissance du latin, le prend comme ordonnance, et l'amène régulièrement en ville avec lui. Au bout de quelque temps, il est reconnu, et ses amis et ses frères parviennent à le faire rayer de l'armée et accepter de nouveau à Cambridge, bien qu'il n'ait jusqu'alors obtenu aucun diplôme.
Dans le courant de 1794, il fait connaissance avec le poète Robert Southey, et sent s'éveiller en lui la vocation de poète. Les deux jeunes gens deviennent amis, et, en septembre 1794, décident d'écrire en collaboration un drame historique intitulé la Chute de Robespierre, qui restera inachevé. En 1795, il ouvre un cours public sur l'histoire de la Révolution française, dont il est toujours enthousiaste ; il a même un instant l'idée d'aller, avec Southey et un autre poète nommé Robert Lowell, établir chez les Illinois, en Amérique, une république égalitaire utopique, qu'il appelle pantisocratie ; ce projet avorte rapidement.
En 1795, Coleridge et Southey épousent chacun l'une des sœurs Emma et Sarah Fricker. Le mariage de Coleridge, décidé uniquement par les contraintes sociales, ne sera pas heureux. Peu à peu il se distanciera de sa femme, sans que cela n'aboutisse toutefois à un divorce formel, Sarah Fricker y étant fermement opposée. Ils auront cependant quatre enfants, dont l'écrivaine et traductrice Sara Coleridge. En 1796, Southey part pour le Portugal avec son oncle. Coleridge décide de rester en Grande-Bretagne, à Bristol. Il publie alors son premier recueil de poèmes Poems on various subjects. Il se met aussi à écrire des Adresses au peuple, discours qui font assez de bruit ; puis il rédige le Watchman (La Sentinelle), recueil hebdomadaire qui cesse de paraître dès le 10e numéro. Abandonnant alors la politique pour la poésie, il fait paraître sa tragédie Osorio, composée sur les conseils de Sheridan, et rebaptisée plus tard Le Remords.

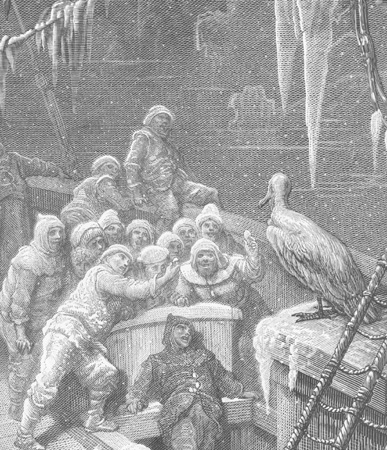
Illustration de La Complainte du vieux marin.
L'albatros sera tué par le vieux marin pour avoir porté malheur à l'équipage. Comme punition, celui-ci devra le porter à son cou et voir tous les autres membres de l'équipage mourir de soif.

La même année, il rencontre William Wordsworth, avec qui il se lie d'une amitié telle que, lorsqu'il s'installe à Nether Stowey, dans le comté de Somerset, Wordsworth et sa sœur Dorothy Wordsworth viennent habiter près de lui, à Alfoxden. La compagnie de Wordsworth, les promenades quotidiennes et les longues conversations de deux amis sont pour Coleridge un stimulant précieux, et c'est sans doute la période la plus féconde de sa vie. En 1798, ils publient un recueil commun, Lyrical Ballads (Ballades lyriques), manifeste de la poésie romantique, qui contient la première version du célèbre poème Rime of the Ancient mariner (La Complainte du vieux marin). Vers cette époque, il se met à l'opium, toujours pour calmer la douleur de ses maladies et de ses troubles psychiques. C'est après un rêve dû à l'opium qu'il écrit le poème Kubla Khan. C'est également durant ces années qu'il commence son grand poème médiéval, Christabel, et rédige Frost at Midnight (Gel à minuit) et The Nightingale (Le Rossignol).
Deux admirateurs, les frères Josiah et Thomas Wedgwood lui offrent une subvention de 150 livres par an, qu'il accepte et qui lui permet d'aller en Allemagne avec Wordsworth à l'automne 1798. Là, pendant 14 mois, il s'intéresse à la pensée de Kant, de Schlegel, de Lessing et de Schelling. Il puise dans les chants des Minnesänger et dans les légendes locales le sujet de nouvelles œuvres. Il apprend l'allemand en autodidacte, et traduit le poème Wallenstein de Schiller à son retour en Grande-Bretagne, en 1800. Il va s'installer alors à Greta Hall, dans le Pays des Lacs (Lake District of Cumberland), pour être près de Grasmere, où vit Wordsworth. C'est cette circonstance qui leur vaut, avec Southey, d'être appelés les Poètes des Lacs (the Lake Poets) ou les Lakistes. C'est aussi à cette époque qu'il rencontre Sara Hutchinson, sœur de la future femme de William Wordsworth, qui sera le grand amour de sa vie sans que cette passion se concrétise jamais, les sentiments de Sara Hutchinson à l'égard de Coleridge demeurant ambigus. Coleridge lui consacrera de nombreux poèmes, dont le plus célèbre est Love.
Depuis son retour d'Allemagne, ses opinions ont changé de façon surprenante ; en politique, de jacobin, il est devenu royaliste ; en religion, de rationaliste, il est devenu un fervent croyant du mystère de la Trinité. Aussi, il combat avec violence la Révolution française qu'il avait d'abord exaltée. Pour vivre, il accepte la direction du Morning-Post, dans les colonnes duquel il soutient la politique du gouvernement. Il en est récompensé par le titre de poète de la Cour et par une riche pension. Il passe neuf mois à Malte en tant que secrétaire du gouverneur, sir Alexander Ball, puis il visite l'Italie avant de revenir à Londres et à Bristol reprendre le métier d'homme de lettres et de conférencier. Une conférence sur Shakespeare est particulièrement remarquée.
En 1816, alors que sa dépendance à l'opium a encore augmenté, il devient pensionnaire du médecin James Gillman, à Highgate dans la banlieue nord de Londres. C'est là qu'il achèvera sa grande œuvre de prose, la Biographia Literaria, mi-biographie, mi-recueil de critique littéraire. Il y meurt en 1834.
En 2018, son cercueil a été retrouvé dans une ancienne cave à vin incorporée dans une crypte de l’église St Michael.

## Analyse littéraire
Le Dictionnaire Bouillet au XIXe siècle affirme que le mérite de Coleridge comme poète est d'avoir protesté contre les lieux communs et la littérature factice de son temps, d'avoir consulté la nature, d'avoir ramené l'attention sur le Moyen Âge et suscité Byron. Coleridge brillait par l'esprit : un des grands cafés de Londres lui versait des appointements pour qu'il y tînt conversation.

## Œuvres

### Poèmes
- Ode sur l'année écoulée (1796)
- Craintes dans la Solitude (1798)
- Ode à la France (1798)
- La Complainte du vieux marin (The Rime of the Ancient Mariner) (1798)
- Dejection: An Ode (1802)
- Christabel (1816)
- Kubla Khan (1816)
- Les Souffrances du sommeil (The Pains of Sleep) (1816)
- Feuilles sibyllines (Sybilline Leaves), recueil (1817)

### Théâtre
- La Chute de Robespierre[5] (1794)
- Osorio (1797), remanié sous le titre de Remords (1816)
- Les Piccolomini et la mort de Wallenstein d'après Schiller (1799-1800)
- Zapolya (1817)

### Prose
- Notebooks (1794 à 1826) journal personnel dont un extrait a été publié : Notebooks  (trad. de l'anglais par Laili Dor et Mélisande Fitzimons), Paris, Allia, 1999, 64 p. (ISBN 2-84485-022-7)
- Omniana ou Horae Otiosiores (1812)
- Le Manuel de l'homme d'État (1816)
- Biographia literaria (1817)
- L'Ami (The Friend) (1818)
- Essai sur le Prométhée d'Eschyle (1825)
- Sur la formation d'un caractère viril (1825)
- Sur la constitution de l'Église et de l'État (1830)
- Propos de table, Allia, rééd. trad. fr. 2018

Une édition complète de ses Œuvres a été publiée en 13 volumes in-8 (1849-1852).

### Liées à Coleridge
- (en) Thomas McFarland, Coleridge and the Pantheist Tradition, Clarendon Press, 1969, 394 p.

## Adaptations
- The Rime of the Ancient Mariner : chanson du groupe de heavy metal britannique Iron Maiden (album Powerslave sorti en septembre 1984 chez EMI). D'une durée de 13 minutes et 37 secondes, cette chanson résume l'histoire écrite par Coleridge et reprend notamment rigoureusement en l'état les strophes 8 et 9 de la seconde partie du poème. C'est la seconde chanson la plus longue du groupe à ce jour. Le bassiste, compositeur et parolier du groupe, Steve Harris, a déclaré admirer l'œuvre de Coleridge.
- Xanadu : la chanson du groupe canadien Rush (album A Farewell to Kings sorti en 1977) reprend, avec quelques transformations, les premiers vers du poème Kubla Khan.
- Retour à Xanadu : dans la bande dessinée de Don Rosa, Picsou et ses neveux partent à la recherche de Xanadu, où se trouverait le mythique trésor de Genghis Khan. Le poème de Coleridge Kubla Khan est d’ailleurs cité par Riri, Fifi et Loulou.